# Solanum tettense
Solanum tettense är en potatisväxtart som beskrevs av Johann Friedrich Klotzsch. Solanum tettense ingår i släktet skattor som ingår i familjen potatisväxter. Inga underarter finns listade i Catalogue of Life.